# Farkas Sándor (politikus)
Farkas Sándor (Szentes, 1953. szeptember 18. –) magyar öntözéses-meliorációs üzemmérnök, mezőgazdasági mérnök, politikus; 1998. június 18. óta a Fidesz – Magyar Polgári Szövetség országgyűlési képviselője, 2018-tól 2025-ig az Agrárminisztérium parlamenti államtitkára, miniszterhelyettes.

## Élete
A Ipari Szakközépiskolában érettségizett 1972-ben mechanikai műszerész képzésen, majd a Debreceni Agrártudományi Egyetem Szarvasi Főiskolai Karán 1975-ben öntözéses-meliorációs üzemmérnöki diplomát szerzett. Diplomaszerzés után a Fábiánsebestyéni Kinizsi MgTsz-ben helyezkedett el, ahol 1992-ben elnökké választották, majd 1999-től az immár Kinizsi 2000 Mezőgazdasági Zrt.-vé alakuló cég elnök-vezérigazgatójaként dolgozott 2014-ig.
1993-ban lépett be a Fidesz szentesi szervezetébe. Az országos választmányba 1994-ben került be.
1998. június 18. óta a Fidesz országgyűlési képviselője. 2014-ig a Csongrád megyei 5. számú egyéni választókerület, 2014-től a Csongrád-Csanád vármegyei (2022-ig: megyei) 3. számú országgyűlési egyéni választókerület képviselője.
A Magyar Állattenyésztők Szövetsége a 2016. március 3-i, herceghalomi küldöttközgyűlésén 4 éves időtartamra a szervezet elnökévé választotta, azonban Farkas önéletrajza szerint ezt a pozíciót csak 2018-ig töltötte be. 2016 és 2018 között kormánybiztosként irányította a Mezőhegyesi Ménesbirtok és Tangazdaság újraalapítását.
1998-tól 2018-ig az Országgyűlés Mezőgazdasági bizottságának tagja, 1998–2002 között a bizottság elnöke, 2002–2006 és 2014–2018 között alelnöke, 2010–2018 között a Mezőgazdasági bizottság Kertészeti albizottságának elnöke volt. 2018-tól kezdődően, a negyedik és ötödik Orbán-kormány alatt agrárminisztériumi parlamenti államtitkári teendőket lát el, egyben Nagy István agrárminiszter helyettese.

### Magánélete
Nős, két lánya van.